# Gestión del ciclo del agua
La gestión del ciclo del agua es un enfoque multidisciplinar de todas las decisiones que influyen en el ciclo hidrológico, ya sean de planificación, desarrollo, operativas o tácticas. La gestión del ciclo del agua se utiliza para garantizar la disponibilidad de agua adecuada al uso designado y para garantizar la devolución segura del agua tratada a la naturaleza. 
En un entorno no perturbado, el agua se encuentra en un ciclo natural, y generalmente, en cada etapa del ciclo, la naturaleza puede utilizarlaː los peces pueden nadar en ella, las plantas la pueden absorber, etc. Después de la interacción humana, el ciclo natural se altera. La escorrentía en las áreas agrícolas y urbanas recoge algunos objetos, partículas y sustancias que no pueden ser purificadas del agua con los procesos de purificación naturales. Además, las aguas residuales de los hogares y las industrias pueden ser extremadamente dañinas para la naturaleza si no se tratan adecuadamente.
La gestión del ciclo del agua se utiliza en diferentes ramas de las ciencias e ingenierías ambientales para satisfacer objetivos humanos y ambientales. En general, la gestión del ciclo del agua se puede dividir en 6 subconjuntos que abordan el tema desde diferentes perspectivas: 
1. Meteorología
2. Hidrología
3. Gestión del agua
4. Ingeniería hidráulica
5. Eficiencia hídrica
6. Monitoreo ambiental

Recientemente, los aspectos políticos y socioeconómicos también se consideran en la gestión del ciclo del agua debido a la distribución desigual de la cantidad y calidad del agua dulce en todo el mundo.

## Meteorología e hidrología
La meteorología se centra en el pronóstico del tiempo, mientras que la hidrología se centra en el movimiento, la distribución y la gestión del agua. Ambas confluyen en una disciplina denominada hidrometeorología. El enfoque central de la hidrometeorología está en la transferencia de agua y energía entre la superficie terrestre y la atmósfera inferior (troposfera). Al usar un modelo matemático, un hidrólogo puede usar el pronóstico de lluvia de un meteorólogo para calcular el impacto específico que la lluvia podría tener en un área determinada. Los resultados de estos modelos se pueden utilizar para tratar y mitigar los efectos de los eventos de precipitación en la gestión del ciclo del agua.

## Gestión del agua
La gestión de los recursos hídricos es un subconjunto de la gestión del ciclo del agua que se centra en la utilización de los recursos de agua dulce. El agua dulce es un recurso limitado que se distribuye de manera desigual a escala mundial, nacional e incluso local, y es consumida por las personas, la industria, la agricultura y la naturaleza. La correcta gestión de los recursos hídricos requiere amplios conocimientos sobre la demanda, los recursos, la capacidad, la tecnología disponible, la hidrometeorología y los factores políticos. 
El enfoque de "gestión integrada de recursos hídricos" (IWRM por sus siglas en inglés) integra todos estos campos en una sola disciplina, porque algunos problemas ya no podían ser resueltos únicamente por los profesionales del agua o los ministerios encargados del agua. Además, el calentamiento mundial (cambio climático) plantea retos de gran envergadura. Provoca incertidumbres cada vez mayores en la distribución, la calidad y la cantidad de agua dulce, lo que puede causar más problemas socioeconómicos. Para superar esto, en el futuro, la gestión de los recursos hídricos debería pasar de los métodos actuales de "predicción y control" a un "enfoque de aprendizaje".

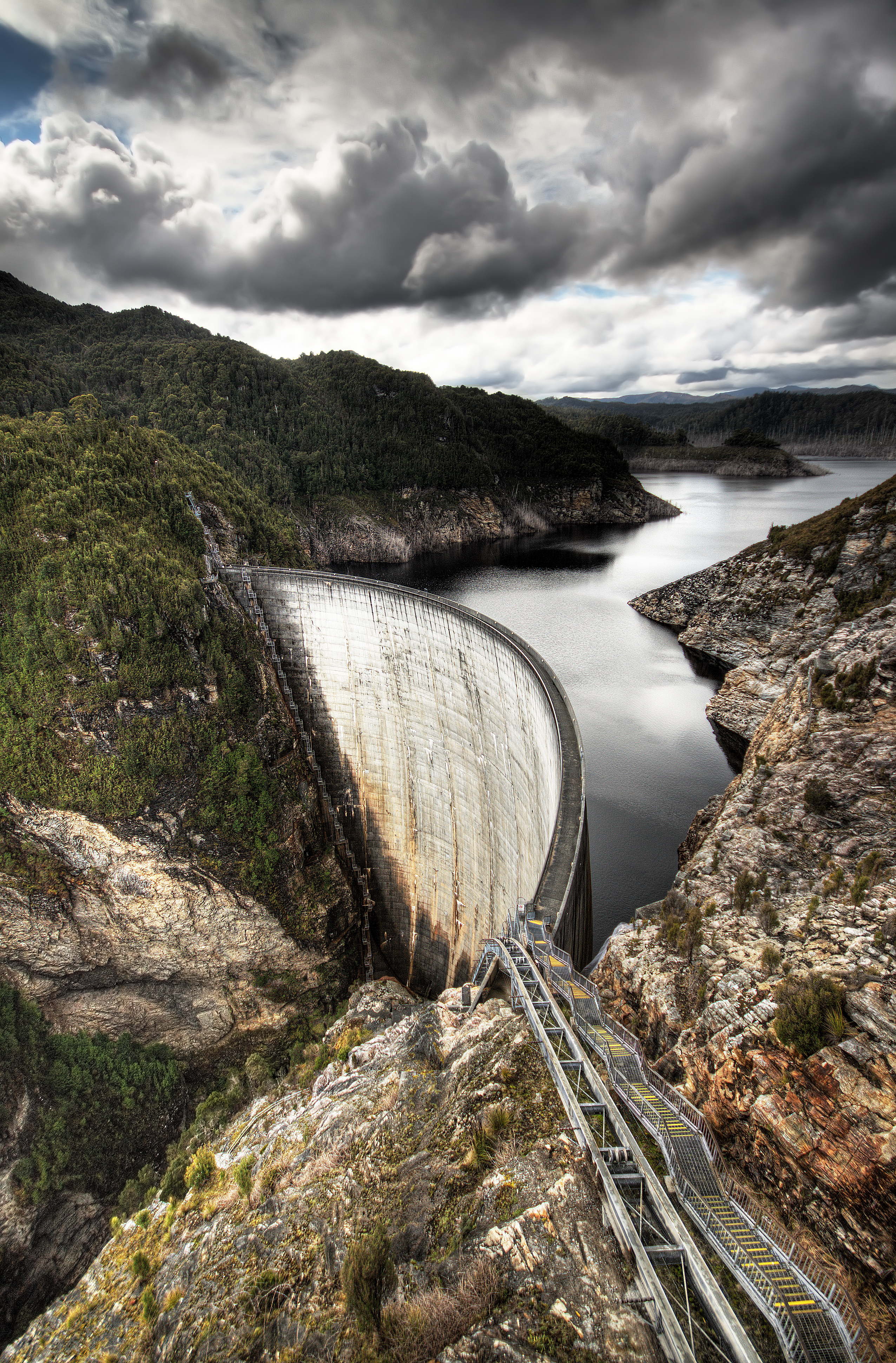
Presa Gordon, Tasmania, Australia. Las presas son una parte de la ingeniería hidráulica estructural estática.

## Ingeniería hidráulica
En la gestión del ciclo del agua la ingeniería hidráulica asegurar a cada etapa del ciclo un suministro apropiado en cantidad y calidad. Esto se traduce, en una primera etapa, en proporcionar agua potable de manera continua, y en etapas posteriores, en garantizar que se trata adecuadamente el agua. La ingeniería hidráulica se puede dividir en otros subconjuntos: ingeniería hidráulica estructural, tratamiento de aguas (previo a su consumoː potabilización) y tratamiento de aguas residuales (posterior al consumo del aguaː depuración). La ingeniería hidráulica estructural implica la construcción, reparación y mantenimiento de estructuras que controlan los recursos hídricos. En cuanto a la gestión del ciclo del agua, las más importantes son embalses, presas, alcantarillados, potabilizadoras, desaladoras en su caso, depuradoras y estaciones de bombeo.
En términos de gestión del ciclo del agua, los tratamientos de reutilización son más importantes que las estructuras estáticas como las presas. El tratamiento del agua es cualquier proceso que se utiliza para eliminar los contaminantes del agua y mejorar su calidad. El método de tratamiento depende del uso que se vaya a dar a esa agua. Con los tratamientos adecuados se puede, en una escala ascendente de complicación y precioː
1. Devolver el agua al medio ambiente de manera segura
2. Emplearla para riego
3. Darle usos industriales
4. Suministrarla como agua potable a los hogares

El objetivo del tratamiento de aguas residuales es limpiarlas de contaminantes y adecuarlas al paso siguiente en su ciclo (habitualmente, verterlas en la naturaleza, pero puede ser otro, como se acaba de decir). 
Las aguas residuales se tratan con varios métodosː físicos, químicos, biológicos (usando bacterias) y métodos de desinfección por rayos ultravioleta (UV). Aun así, después de extensos métodos de tratamiento, se observa que cantidades significativas de sustancias nocivas, como compuestos farmacéuticos, regresan al medio ambiente y al ciclo del agua.

## Ahorro de agua
La creciente población exige gestionar la hidrosfera de forma sostenible. Hay una demanda de agua dulce que necesita ser satisfecha, en el presente y en el futuro. Un factor importante en esta creciente demanda es el cambio climático que, al aumentar las sequías y los episodios de lluvias torrenciales, reduce la disponibilidad de agua. Con políticas de ahorro de agua (eficiencia hídrica), los países pueden garantizar la disponibilidad de agua para las generaciones futuras, reducir el uso de energía, conservar el hábitat de agua dulce para la vida silvestre local y las aves migratorias y garantizar la calidad del agua para sus habitantes.
Las actividades clave para ahorrar agua son 2ː 
a) Reducir las pérdidas (fugas) en la red de abastecimiento, que pueden llegar al 30 % en redes viejas, pero que es posible bajar a menos del 1 % con tuberías nuevas adecuadamente monitorizadas y mantenidas.
b) Usar óptimamente el agua, evitando el desperdicio (por ejemplo, riego por goteo y de noche —hay menos evaporación— en vez de riego a manta a mediodía).

## Monitoreo medioambiental
Para garantizar que la gestión del ciclo del agua sea satisfactoria, se debe utilizar la monitorización medioambiental (sensores que capten el caudal de los cursos de agua naturales, el nivel de los acuíferos subterráneos, el llenado de los embalses, etc.) para recabar información y calcular los efectos de las posibles decisiones en los ecosistemas; por ejemplo, monitorear los efectos de la reducción de los flujos de agua en el desove del salmón.
En español la RAE admite los verbos monitorear y monitorizar, con el mismo significado (observar mediante aparatos especiales el curso de uno o varios parámetros fisiológicos o de otra naturaleza para detectar posibles anomalías), de los que respectivamente derivan los sustantivos monitoreo y monitorización, también presentes en el diccionario de la Academia.